# سندرم ژنیتوپاتلار
سندروم Genitopatellar، یک بیماری نادر است که از طریق آنومالی‌های تناسلی، فقدان یا عدم توسعه استخوان کشگک زانو (patellae)، ناتوانی ذهنی و آنومالی‌های دیگر بخش‌های بدن، شناسایی می‌شود. جهش در ژن KAT6B دلیل بروز این اختلال می‌باشد. ژن KAT6B در دو پانل اختلالات استخوانی و همچنین بیماری‌های سیستم تولید مثلی مورد بررسی قرار می‌گیرد.
الگو:سندرم ژنیتوپاتلار

## مشخصات سندرم ژنیتوپاتلار
سندروم Genitopatellar، یک بیماری نادر است که از طریق آنومالی‌های تناسلی، فقدان یا عدم توسعه استخوان کشگک زانو (patellae)، ناتوانی ذهنی و آنومالی‌های دیگر بخش‌های بدن، شناسایی می‌شود. آنومالی‌های تناسلی در افراد مذکر مبتلا به این بیماری معمولاً شامل بیضه نزول نکرده (کریپتورکیدیسم[۱]) و عدم توسعه کیسه بیضه می‌باشد. افراد مؤنث مبتلا ممکن است دارای کلیتوریس بزرگ (کلیتورومگالی[۲]) و لبه‌های (لبه‌های اندام تناسلی خارجی) کوچک باشند. فقدان یا عدم توسعه استخوان کشگک زانو، شایع‌ترین آنومالی اسکلتی مرتبط با این سندرم می‌باشد. افراد مبتلا ممکن است دارای دیگر مشکلات اسکلتی شامل بدشکلی‌های مفاصل لگن و زانو یا پایی که به داخل و بالا چرخیده‌است به نام پای چماقی[۳] باشند. آنومالی‌های استخوانی ستون فقرات، دنده‌ها، ترقوه[۴] و لگن نیز گزارش شده‌اند. سندرم Genitopatellar، همراه با تأخیر در رشد و ناتوانی ذهنی که اغلب شدید هستند نیز می‌باشد. افراد مبتلا ممکن است دارای سر کوچک غیرطبیعی (میکروسفالی[۵]) و آنومالی‌های ساختاری مغز شامل فقدان یا عدم توسعه بافت متصل کننده نیمه‌های چپ و راست مغز (عدم تشکیل کورپوس کالوزوم[۶]) باشند.

## تظاهرات بالینی
افراد مبتلا به این سندرم ممکن است دارای ویژگیهای متمایز چهره مثل گونه‌ها و چشم‌های برآمده، بینی با نوک گرد یا پل پهن، چانه کوچک غیرطبیعی (میکروگناتیا[۷]) یا چانه برآمده (پروگناتیسم[۸]) و باریک بودن سر در شقیقه‌ها، باشند. بسیاری از نوزادان مبتلا دارای تون ماهیچه ای ضعیف (هیپوتونی[۹]) می‌باشند که باعث اختلال در تغذیه و تنفس می‌شود. این بیماری می‌تواند همراه با اختلالات قلبی، کلیوی و دندانی نیز باشد.

## فراوانی سندرم ژنیتوپاتلار
سندرم Genitopatellar تقریباً در کمتر از یک نفر از هر یک میلیون نفر رخ می‌دهد. حداقل ۱۸ مورد در مقالات پزشکی گزارش شده‌اند.

## علل سندرم ژنیتوپاتلار
سندرم Genitopatellar در اثر جهش‌های ژن KAT6B ایجاد می‌شود. این ژن دستورالعمل‌هایی برای ساخت نوعی آنزیم به نام هیستون استیل ترانسفراز فراهم می‌کند. این نوع آنزیم‌ها هیستون‌ها را دستورزی می‌کنند، هیستون‌ها پروتئین‌های ساختاری هستند که به DNA اتصال یافته و به کروموزوم‌ها شکل می‌دهند. هیستون استیل ترانسفرازها با اضافه کردن یک مولکول کوچک به نام گروه استیل به هیستون‌ها، فعالیت ژن‌های خاصی را کنترل می‌کنند. اطلاعات کمی در مورد عملکرد هیستون استیل ترانسفراز تولید شده از ژن KAT6B وجود دارد. به نظر می‌رسد، این آنزیم فعالیت ژن‌های ضروری برای توسعه اولیه بدن شامل توسعه اسکلت و سیستم عصبی را تنظیم می‌کند. جهش‌هایی که باعث ایجاد سندرم Genitopatellar می‌شوند، نزدیک به انتهای ژن KAT6B رخ می‌دهند و منجر به تولید آنزیم هیستون استیل ترانسفراز کوتاه می‌شوند. دانشمندان فرض می‌کنند که این آنزیم کوتاه ممکن است عملکردی متفاوت با آنزیم دارای طول کامل داشته باشد که تنظیم ژن‌های مختلف طی توسعه اولیه بدن را تغییر می‌دهد. گرچه، اینکه چگونه این تغییرات منجر به ایجاد ویژگیهای مخصوص سندرم Genitopatellar می‌شوند، مبهم است.

## الگوی توارث سندروم ژنیتوپاتلار
این بیماری با الگوی توارث اتوزومال غالب به ارث می‌رسد، به این معنی که یک کپی از ژن جهش یافته در هر سلول برای ایجاد بیماری کافی است. تمام موارد گزارش شده از جهش‌های جدید در ژن نشات گرفته و در افراد بدون تاریخچه خانوادگی از بیماری ظاهر شده‌اند.

## نویسنده مقاله
حجت رضوی- دانشجوی پرستاری دانشگاه علوم پزشکی تبریز